# Taller Rancagua
El Taller Rancagua es una cochera y taller ferroviario ubicado debajo del Parque Los Andes en el barrio porteño de Chacarita construido en 1930 con el fin de alojar y reparar los coches del Ferrocarril Terminal Central de Buenos Aires, hoy Línea B del Subte de Buenos Aires.
El taller cuenta con 10 vías y tiene capacidad para 110 coches. Está ubicado entre las estaciones Dorrego y Federico Lacroze. El nombre Rancagua se debe al antiguo nombre con el cual se había denominado al parque.
Cuando se realizó la inauguración de las estaciones Echeverría y Juan Manuel de Rosas, la línea comenzó a contar de una nueva cochera-taller ubicada al final de la cabecera final, lo que permite una descongestión del Taller Rancagua. Aunque, varios trenes al día, sobre todo al comienzo del "horario valle" o cuando ocurre alguna incidencia, finalizan en la estación Lacroze, para devolverse a esta cochera.
Además, al construirse el taller se hallaron restos humanos que pertenecían al viejo Cementerio de Chacarita.

## Imágenes

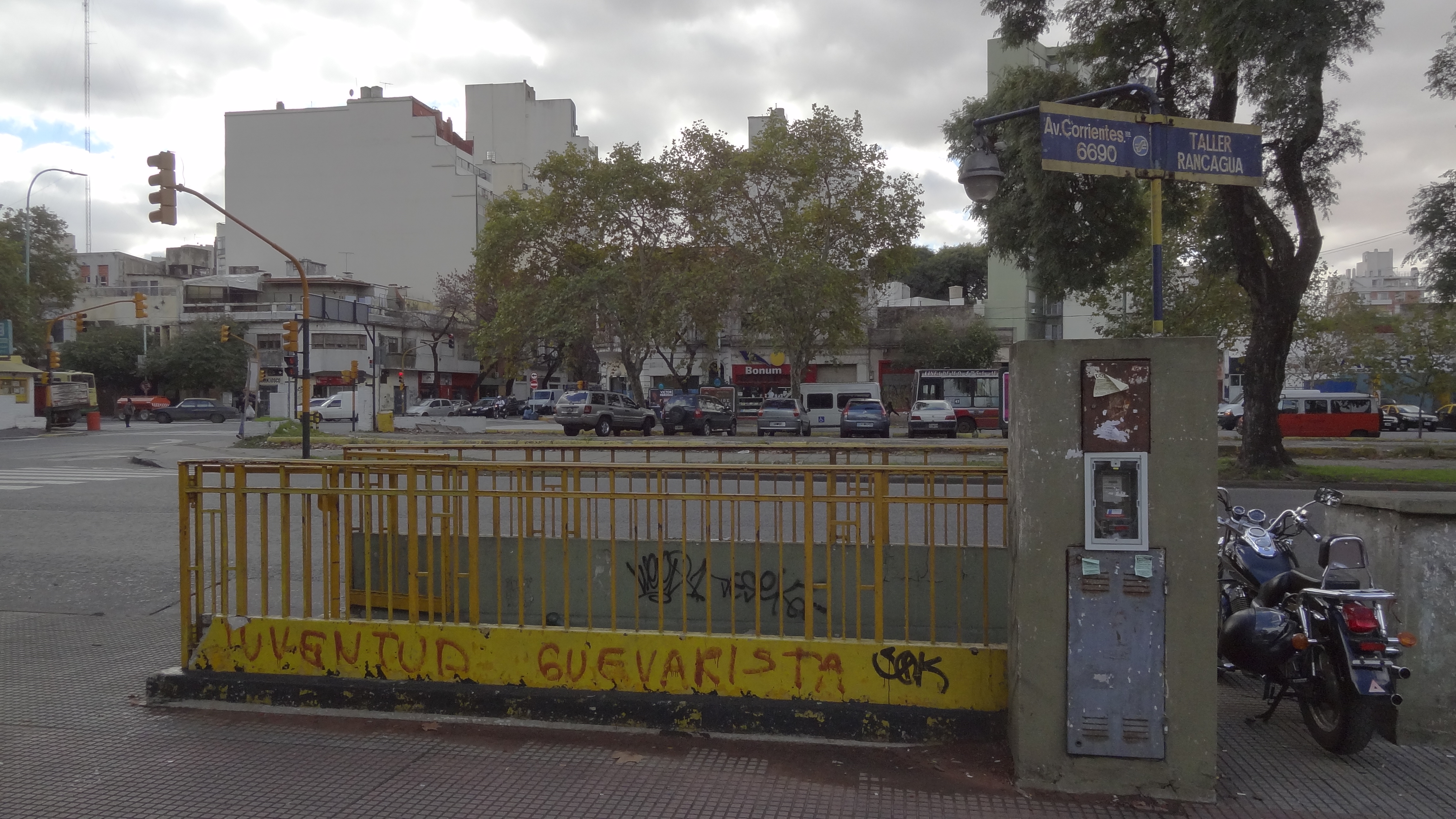
Escalera de acceso